# Иванов, Сергей Владимирович (шахматист)
Сергей Владимирович Иванов (род. 29 сентября 1961, Ленинград) — советский и российский шахматист, тренер. инженер.

## Биография
Мама научила Сергея играть в шахматы, когда ему было шесть лет. Воспитанник шахматной школы Ленинградского Дворца пионеров. Занимался под руководством Сергея Владимировича Хавского. 
Окончил Политехнический институт имени М. И. Калинина. 
Мастер спорта СССР с 1981 года. Был участником многих чемпионатов Ленинграда. В 1991, 1992 и 1994 гг. становился чемпионом города.
Неоднократно выступал за команду «Пластполимер». В 1995 году получает звание гроссмейстера. Победитель международных турниров в Плоешти (1980), Стокгольме (1999/2000) и мемориала Чигорина в Санкт-Петербурге (2004). Четырёхкратный чемпион Швеции, семикратный чемпион Польши. Принимал участие в матчах Ленинград — Москва.
Известен как автор ряда книг и публикаций на шахматную тему. Председатель тренерского совета Санкт-Петербургской шахматной федерации.

## Изменения рейтинга
| Графики недоступны из-за технических проблем. См. информацию на Фабрикаторе и на mediawiki.org. |

## Книги
- С. В. Иванов, А. Р. Кентлер, И. Б. Одесский. От Чигорина до Каспарова. Суперфинал чемпионата России 2004 г. по шахматам — СПб.. — 2005. — 239 с.: ил. — ISBN 5-98408-033-8.
- Иванов С., Кентлер А., Файбисович В., Хропов Б. Шахматная летопись Петербурга. 1900—2005. Чемпионаты города Изд. 2-е, испр. и доп. С.-Пб Коста 2005 г. 296 с.
- Иванов С. В., Ионов С. Д., Лукин А. М. Дойти до самой сути… Гроссмейстер Константин Асеев. Санкт-Петербург (2008 г.) Изд."Коста" 208 стр.